# 加拉太戰爭
加拉太戰爭（Galatian War），是前189年羅馬共和國和盟友帕加馬王國進攻加拉太高盧人的一場戰爭。戰場發生在小亞細亞中部的加拉太，今日土耳其境內。
前190年，羅馬人剛在羅馬-敘利亞戰爭擊敗塞琉古帝國，並迫使他們簽定和約。也因為羅馬與塞琉古帝國的戰爭相當成功，他們開始把矛頭轉向加拉太部落的高盧人身上，這些高盧人遷入小亞細亞將近100年時間了。前189年，羅馬執政官格奈烏斯·曼利烏斯·烏爾索個人以加拉太人在先前戰爭提供部隊支援塞琉古帝國一事為藉口，朝加拉太進軍，然而，發動戰爭的決定並沒有經過羅馬元老院任何授權。羅馬軍隊與盟國帕加馬合軍後，深入內陸攻擊加拉太人，並在奧林匹斯山戰役擊敗加拉太軍，隨後又在安卡拉附近擊敗另一支大軍。
這些戰爭失利讓加拉太人不得不向羅馬求和，終使羅馬人退回小亞細亞沿岸，當格奈烏斯·曼利烏斯·烏爾索回到羅馬，他被控訴有破壞羅馬和塞琉古帝國之間的和平嫌疑，最後他無罪，還擁有一場元老院批准的凱旋式。

## 背景
在前191年，塞琉古帝國國王安條克三世從小亞細亞入侵希臘時，羅馬人決定干涉這場戰爭，並在溫泉關戰役擊敗塞琉古軍，並迫使安條克三世退回小亞細亞。羅馬軍隊隨後渡過愛琴海並與盟友帕加馬王國在馬格尼西亞戰役獲得決定性勝利，擊敗了安條克三世。
塞琉古帝國於是不得不向羅馬執政官西庇阿·亞細亞提庫斯求和，雙方開始協商和約內容。在前189年春季，新任執政官格奈烏斯·曼利烏斯·烏爾索前來接替的西庇阿·亞細亞提庫斯職務並接管了軍隊，他主要是來確認並簽訂西庇阿·亞細亞提庫斯所擬的阿帕米亞和約。然而，烏爾索並不以這樣的工作就滿足，他開始私自籌畫一場對小亞細亞加拉太人的新戰爭，入侵藉口就用加拉太在馬格尼西亞戰役時提供許多士兵給塞琉古軍隊，但真正原因是烏爾索想要攫取加拉太人的財寶，這些財寶是高盧人定居加拉太期間四處收刮掠奪周圍地區而來的。除此之外烏爾索還可以為自己添加光彩。
於是，這場戰爭是羅馬將軍首次在沒有羅馬元老院或羅馬人民授權下所爆發的戰爭。這讓羅馬共和國的未來是一大警訊，並使這件事成為羅馬未來的先例。
為了進行戰爭順利，烏爾索還招集羅馬盟友帕加馬王國提供協助，但帕加馬國王歐邁尼斯二世此時正在羅馬，所以由國王的弟弟兼攝政阿塔羅斯率帕加馬軍前來，他在幾天後便帶著1,000名步兵和500名騎兵與羅馬軍會合。

## 進軍內陸
羅馬和帕加馬聯軍從以弗所出發往內陸前進，通過門德雷斯河畔馬格內西亞（Magnesia on the Maeander），進入阿拉班達（Alabanda）境內，在這阿塔羅斯另一個兄弟率領1,000名步兵和300名騎兵與羅馬聯軍會合。聯軍接著進軍，途中與塞琉古國王安條克三世的兒子塞琉古見面，他帶來和約所規定要給羅馬軍的穀物。
當聯軍進軍至門德雷斯河（Maeander River）上游河谷和龐非利亞一帶，他們對附近區域的小王公和僭主們征款，且沒有遇到較大的反抗。聯軍繼續朝由殘酷聞名的僭主莫阿該泰斯（Cibrya）所統治的喀布里亞（Cibrya）前進，當羅馬軍派出使者前往該城，莫阿該泰斯向使者墾求不要蹂躪該區因為他是羅馬忠貞的盟友，並承諾會提供15塔蘭同。使者則要求莫阿該泰斯派出使團到烏爾索的營地訴說此事。於是，當莫阿該泰斯的使團到了營地，烏爾索與他們會見後，向使團說一番話。波利比烏斯記載了烏爾索的談話：
|                    | 不僅莫阿該泰斯自己顯示他是羅馬最堅定的敵人，他還是小亞細亞所有的王公的敵人。而且他所做的那些「好事」就是瓦解那些王公的政權。他應該受到對待是懲罰而不是友誼。 |
| ——波利比烏斯 21.34 | |

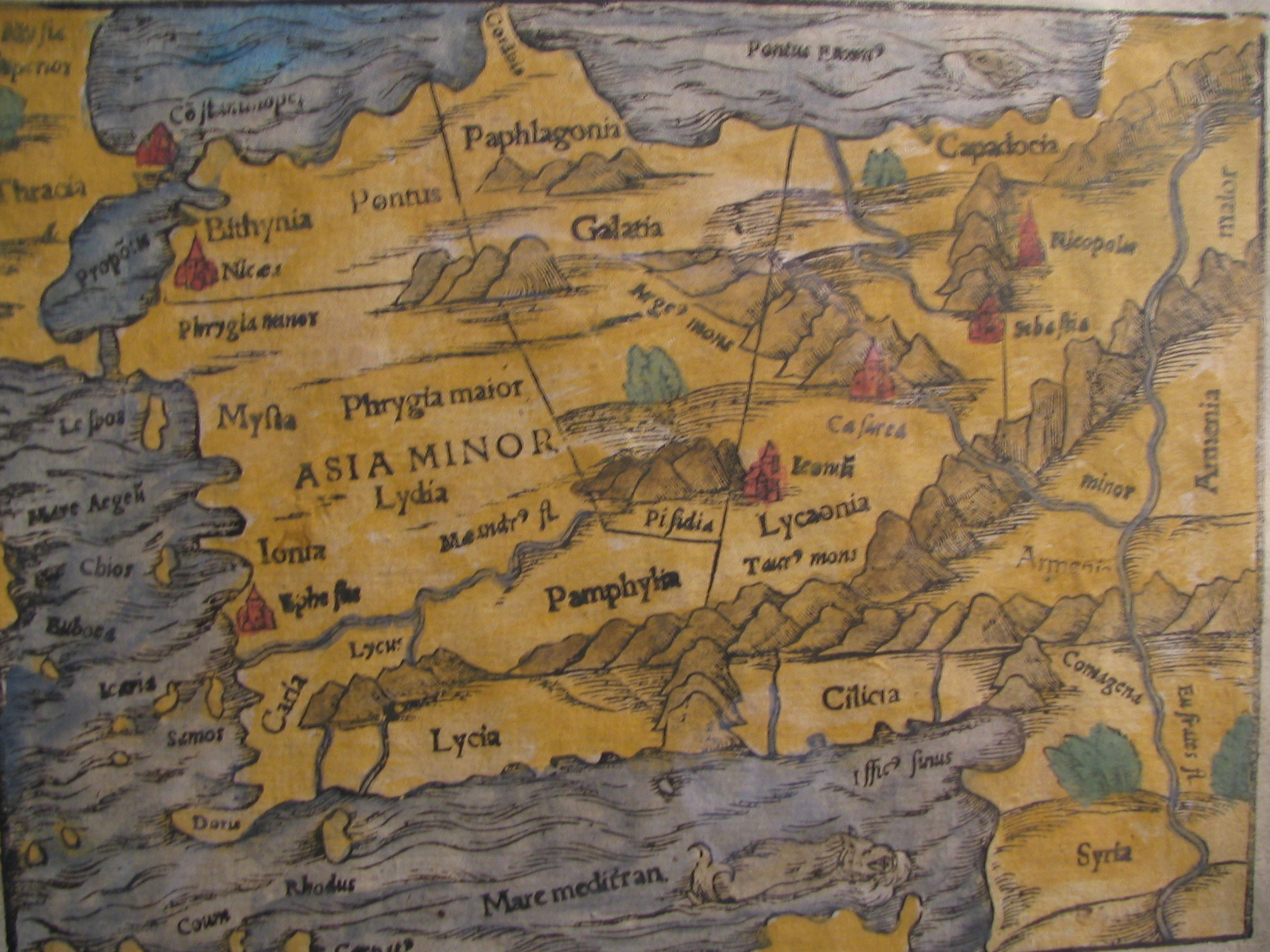
一張顯示古代小亞細亞區域的古地圖.

使者聽到烏爾索這席充滿怒氣的回應相當驚恐，並向烏爾索請求是否可以親自與莫阿該泰斯會面，烏爾索同意這個提議。第二天，這位僭主出城向烏爾索申辯，並乞求羅馬人能接受15塔蘭同。對此，烏爾索回應道：
|                    | 假如你交出500塔蘭同並且心懷感激的話，我會答應你的請求而不會洗劫這座城市，否則的話，我會強攻並劫掠該城。 |
| ——波利比烏斯 21.34 | |

然而，莫阿該泰斯在一番懇求下把金額降至100塔蘭同，並承諾會給烏爾索1,000麥狹尼（medimni）的小麥，終讓莫阿該泰斯保存他的城市。羅馬聯軍接著繼續進軍，當執政官烏爾索渡過科羅巴圖斯河（River Colobatus），一位從皮西迪亞信達（Sinda）的大使前來會面，並希望烏爾索能幫他們對抗特梅索斯（Termessos），還說特梅索斯人已經佔據他們除了首府外的大部分區域。
羅馬執政官答應了請求，他接著率軍入侵特梅索斯人領土，烏爾索最後迫使特梅索斯人付出15塔蘭同、退出信達人領土等為代價，允許特梅索斯人加入羅馬同盟。烏爾索接著進攻皮西迪亞境內的庫爾馬薩（Cyrmasa），在那大大掠奪一番作為戰利品。接著他在攻占萊西諾（Lysinoe）之後，接受薩迦拉索斯（Sagalassos）作為供金的15塔蘭同、20,000麥狹尼的大麥和小麥。
羅馬執政官繼續進軍至羅卻涅泉（Rhotrine Springs），並且再一次與塞琉古帝國的塞琉古會面，塞琉古把一些受傷和生病的羅馬士兵帶去阿帕米亞，另外還提供羅馬軍一些嚮導。在離開羅卻涅泉後繼續行軍三天，抵達加拉太三個部落之一的托列斯托波伊（Tolistobogii）邊界。烏爾索招集他的軍隊，並向他們發表一段關於戰爭前的談話，接著派遣使者前往與帕加馬親善的特克托薩季部族（Tectosagi），去會見他們的酋長厄波索格那圖斯（Eposognatus）。使者回來向烏爾索報告，說厄波索格那圖斯懇求羅馬人不要入侵他的領地，並宣稱他會用武力強迫其他酋長臣服羅馬。
羅馬軍此時已經深入內陸，當他們駐紮在加拉太人的城塞庫巴爾魯姆（Cuballum）附近時，加拉太騎兵前去襲擊羅馬軍的前沿崗哨，造成相當大的損失，羅馬騎兵立刻發動反擊，擊退敵軍並讓他們造成慘重損失。這讓烏爾索了解到現在相當靠近敵軍，繼續進軍需要更小心。

## 奧林匹斯山戰役

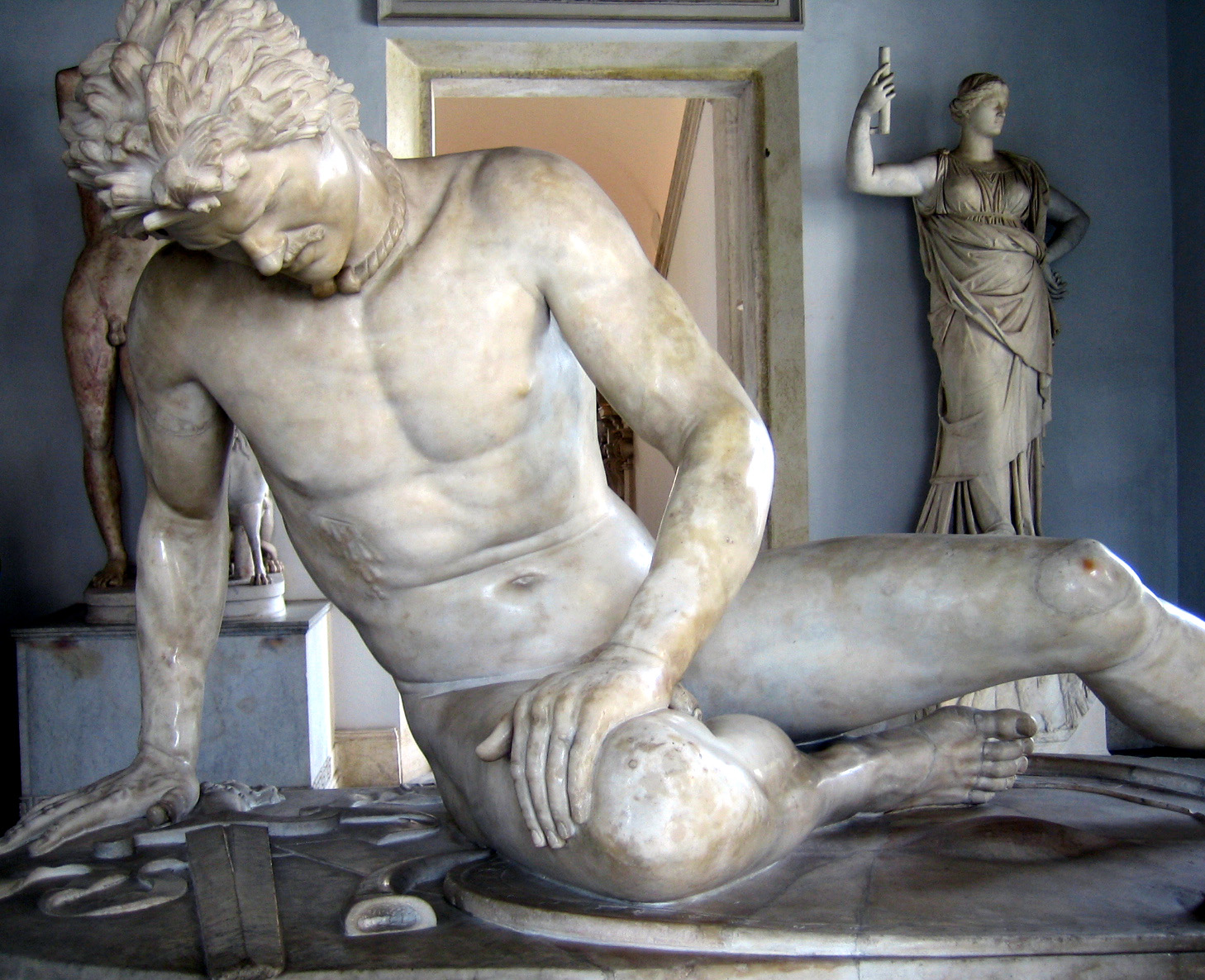
希臘化時代的希臘人所製作的加拉太士兵塑像.

羅馬和帕加馬聯軍來到戈爾迪烏姆（Gordium）時，發現敵人已經棄守這座城市。於是聯軍就先駐紮該地，這時厄波索格那圖斯的使者傳來消息，說厄波索格那圖斯勸其他加拉太人放棄抵抗的計畫失敗了，並說加拉太軍在附近的山區聚集。托列斯托波伊部族占據了奧林匹斯山，而特克托薩季部族和特羅克米部族（Trocmi）則在另外一座山上。
在奧林匹斯山方面，這邊的加拉太人建造環繞深溝的城塞並加強其它防禦工事。羅馬人在第一天到第二天的時間勘察這座山，在第三天時，羅馬開始用散兵攻擊加拉太軍。起初雙方戰鬥旗鼓相當，但當羅馬軍開始投入近身作戰後，在盔甲和武器上較劣勢的加拉太軍漸漸敗下陣來，當羅馬軍攻入加拉太軍的營地後，這場戰役轉變為羅馬對加拉太人的屠殺。此役，加拉太人損失10,000多人，約40,000人戰後被俘。 

## 安卡拉戰役
羅馬軍在奧林匹斯山戰役獲勝後，特克托薩季部族再度向羅馬軍請求不要攻擊他們，並希望雙方能在羅馬營寨到安卡拉一半里程的位置上舉行會議。特克托薩季人企圖利用會議延遲羅馬軍的進攻計畫，使有足夠的時間把婦孺疏散到哈里斯河對岸，另外還可以趁著羅馬執政官烏爾索前來會談時派人刺殺他。當烏爾索等人前來參加會議的路上，看到加拉太騎兵竟向他們衝鋒，在這個小混戰中，烏爾索的衛士不敵數量優勢的加拉太騎兵，直到護送羅馬糧草的護衛隊剛好抵達，才擊退了加拉太騎兵。
之後，羅馬軍花了兩天的時間勘查附近的區域，並在第三天的時候與一支50,000名加拉太的大軍交戰。羅馬軍先以散兵向敵軍發起進攻號角，而加拉太的中央部隊無法抵擋羅馬軍的第一擊，並往營地方向逃遁。相比之下，加拉太軍的側翼就抵抗的較久，但最終也是不敵而撤退，羅馬軍繼續追擊，並劫掠了加拉太軍營。剩下的加拉太人則逃往哈里斯河對岸與婦孺們會合，投靠特羅克米部族去了。

## 戰後
透過對加拉太的戰事，讓羅馬軍因此奪得以前加拉太人劫掠小亞細亞所收刮而來的財寶，使烏爾索和他的羅馬軍團士兵變的相當富有，而在兩場戰役都遭受大敗的加拉太人無奈下準備向羅馬軍乞和，於是他們派遣使者前去與烏爾索會談，但此時烏爾索考慮冬天即將來臨，正率軍往以弗所過冬。
烏爾索在小亞細亞待到來年，在這段期間他與塞琉古安條克三世正式簽署了阿帕米亞和約，還分配一些小亞細亞沿岸的領地給盟友帕加馬王國和羅德島。當加拉太使者前來與烏爾索會面後，烏爾索告訴他們當自己回羅馬時，帕加馬國王歐邁尼斯二世將會給他們和約的相關條文內容。
於是烏爾索在前188年開始踏上回羅馬的歸途，並於前187年抵達。當他到了羅馬，烏爾索遭到許多指責，因為他發動對加拉太的戰爭並不合法理。然而他最後平息這些爭議，還接受一場元老院核准的凱旋式。

## 腳註
1. ↑  蒂托·李維 35.43 （页面存档备份，存于）
2. ↑  蒂托·李維 36.19 （页面存档备份，存于）
3. ↑  蒂托·李維 36.21 （页面存档备份，存于）
4. ↑  蒂托·李維 37.44 （页面存档备份，存于）
5. ↑  蒂托·李維 37.45 （页面存档备份，存于）
6. 1 2 3 4 5 6 7 8 9 10  Smith, A Smaller History of Rome, 112
7. 1 2 3 4 5 6  蒂托·李維 38.12 （页面存档备份，存于）
8. 1 2  Robert F. Pennell  （页面存档备份，存于）
9. 1 2 3  Theodor Mommsen  （页面存档备份，存于）
10. 1 2  蒂托·李維 38.13 （页面存档备份，存于）
11. 1 2 3 4 5 6 7  波利比烏斯 21.34 （页面存档备份，存于）
12. 1 2 3  波利比烏斯 21.35
13. 1 2  波利比烏斯 21.36
14. ↑  蒂托·李維 38.15 （页面存档备份，存于）
15. 1 2 3 4 5 6 7 8  蒂托·李維38.18 （页面存档备份，存于）
16. ↑  蒂托·李維38.19 （页面存档备份，存于）
17. ↑  蒂托·李維 38.20 （页面存档备份，存于）
18. 1 2  蒂托·李維 38.21 （页面存档备份，存于）
19. ↑  蒂托·李維 38.22 （页面存档备份，存于）
20. ↑  蒂托·李維 38.23 （页面存档备份，存于）
21. 1 2 3 4 5  蒂托·李維 38.25 （页面存档备份，存于）
22. 1 2 3  蒂托·李維38.26 （页面存档备份，存于）
23. 1 2 3 4  蒂托·李維 38.27 （页面存档备份，存于）
24. ↑  蒂托·李維 38.38 （页面存档备份，存于）
25. ↑  蒂托·李維 38.39 （页面存档备份，存于）
26. ↑  蒂托·李維 38.37 （页面存档备份，存于）
27. ↑  蒂托·李維 38.45 （页面存档备份，存于）
28. ↑  蒂托·李維 38.50 （页面存档备份，存于）

### 古代文獻
- 蒂托·李維, Henry Bettison翻譯, (1976). Rome and the Mediterranean. London: Penguin Classics. ISBN 0-14-044318-5.
- 波利比烏斯, Frank W. Walbank翻譯, (1979). The Rise of the Roman Empire. New York: Penguin Classics. ISBN 0-14-044362-2.

### 現代資料
- Mommsen, Theodor. . Project Gutenberg. 2004-05-01  [2007-07-16]. （原始内容存档于2017-07-02）.
- Pennell, Robert. . Project Gutenberg. 2004-11-01  [2007-07-16]. （原始内容存档于2007-09-27）.
- Smith, William. . Project Gutenberg. 2006-11-01  [2007-07-16]. （原始内容存档于2007-05-15）.